# Songs 4 one day EP
『Songs 4 one day EP』（ソングス・フォー・ワン・デイ・イーピー）は、Chicago Poodleの2枚目のシングル。

## 内容
杉岡秀則脱退以後のシングルは、ミニアルバム「風街序曲」には収録されていないが、杉岡在籍の「Hello」はベストアルバム「POOTLEG」及び2枚目のアルバム「ピアノロマン」に収録。

## 収録曲
1. Hello
  - 作詞：杉岡秀則／作曲：花沢耕太／編曲：Chicago Poodle
2. JAM
  - 作詞：辻本健司／作曲：花沢耕太／編曲：Chicago Poodle
3. Sha la la
  - 作詞：Chicago Poodle／作曲・編曲：花沢耕太
4. ギフト
  - 作詞：山口教仁／作曲：花沢耕太／編曲：Chicago Poodle